# Slaget ved Fort Washington
Slaget ved Fort Washington var briternes stormning af det amerikanske fort Fort Washington under den amerikanske uafhængighedskrig 16. november 1776.
Fort Washington var et fort som ligger på det øverste punkt i det som nu er Manhattan i New York City. Fortet så ud over Hudson-floden. Sammen med Fort Lee som ligger tværs over floden i New Jersey havde de to forter ansvaret for at beskytte nedre Hudson mod britiske krigsskibe under felttoget omkring New York sommeren og efteråret 1776. Fortet blev holdt af omkring 2900 militser og soldater fra den kontinentale armé under kommandoen af oberst Robert Magaw. Under kampene på og omkring Manhattan var den amerikanske hær som blev ledet af general George Washington som fortet var opkaldt efter, tvunget til at trække sig tilbage nordover og efterlod forterne Washington og Lee isoleret. Efter slaget ved White Plains vendte briterne under general William Howe sig sydover og bestemte sig for at tage forterne.
Om morgenen den 16. november 1776 angreb omkring 8000 briter og hessere under ledelse af den tyske general Wilhelm von Knyphausen Fort Washington. Den amerikanske garnison gjorde intens modstand, men de blev tvunget til at overgive sig da de britiske og hessiske styrker klarede at nedbryde murene med kanoner. Faldet til Fort Washington var et stort tab af både mænd og forsyninger for de amerikanske styrker. Af garnisonen omkom 53 mænd, 96 blev såret og resten (totalt 2818) blev krigsfanger. Knyphausen rapporterede sine tab til 78 døde og 374 sårede under stormingen af fortet.
Fire dage senere blev det isolerede Fort Lee evakueret og de fleste kanoner, krudtet og andre våben blev efterladt og faldt i britiske hænder. Med kollapsen til begge forterne, var Hudson åben for britisk skibstrafik, og handelsskibe og krigsskibe kunne bevæge sig frit uden alvorlig fare fra amerikanerne i resten af krigen.